# Drop Bear
Ein Dropbear oder Drop Bear (wörtliche Übersetzung „Fall-Bär“) ist ein fiktives australisches Beuteltier.
Häufig werden Drop Bears als ungewöhnlich große, bösartige und fleischfressende Beuteltiere beschrieben, die einem Koala sehr ähnlich sind und auf Bäumen leben. Von dort greifen sie ihre Beute an, indem sie ihr auf den Kopf fallen. Hieraus leitet sich ihr Name ab (fallen eng. to drop). Drop Bears sind ein Beispiel für lokale Überlieferungen. Mit diesen werden Fremde verwirrt und Einheimische amüsieren sich, ähnlich wie beim süddeutschen Wolpertinger.
Erfundene Geschichten über Angriffe des Drop Bears werden erzählt, um Touristen zu erschrecken. So werden verschiedene Methoden vorgeschlagen, um Drop Bears abzuschrecken. Dazu gehört, sich Gabeln in die Haare zu stecken, sich Vegemite oder Zahnpasta hinter die Ohren zu schmieren, auf sich selbst zu urinieren oder Englisch nur mit australischem Akzent zu sprechen.

## Australian Museum
Das Australian Museum hat einen (vermeintlich echten) Eintrag über den Drop Bear in seinem Katalog über die australische Fauna. Er wird als Thylarctos plummetus klassifiziert. Dem Artikel nach ist der Drop Bear ungefähr so groß wie ein Leopard oder ein großer Hund mit einem orangefarbenen Fell und dunkler Fleckung. Außerdem hat er kräftige Arme, um klettern zu können und seine Beute anzugreifen. Das Gewicht liegt bei 120 Kilogramm, er ist 130 Zentimeter lang und hat eine Schulterhöhe von 90 Zentimeter. An anderer Stelle wurde allerdings gesagt, dass es sich nicht um einen ernst gemeinten Eintrag handele, sondern durch das Sommerloch angeregt wurde.